# Großsteingräber bei Tynaarlo
Die Großsteingräber bei Tynaarlo waren ursprünglich wahrscheinlich zwei megalithische Grabanlagen der jungsteinzeitlichen Westgruppe der Trichterbecherkultur in Tynaarlo, einem Ortsteil der gleichnamigen Gemeinde in der niederländischen Provinz Drenthe. Von diesen existiert heute nur noch eines. Das zweite Grab wurde zu einem unbekannten Zeitpunkt zerstört. Seine Überreste wurden 1928 archäologisch untersucht. Die Gräber tragen die Van-Giffen-Nummern D6 und D6a.

## Lage
Grab D6 befindet sich am östlichen Ortsrand von Tynaarlo direkt nördlich der Hunebedstraat. D6a lag östlich davon.

## Forschungsgeschichte

### 16.–19. Jahrhundert

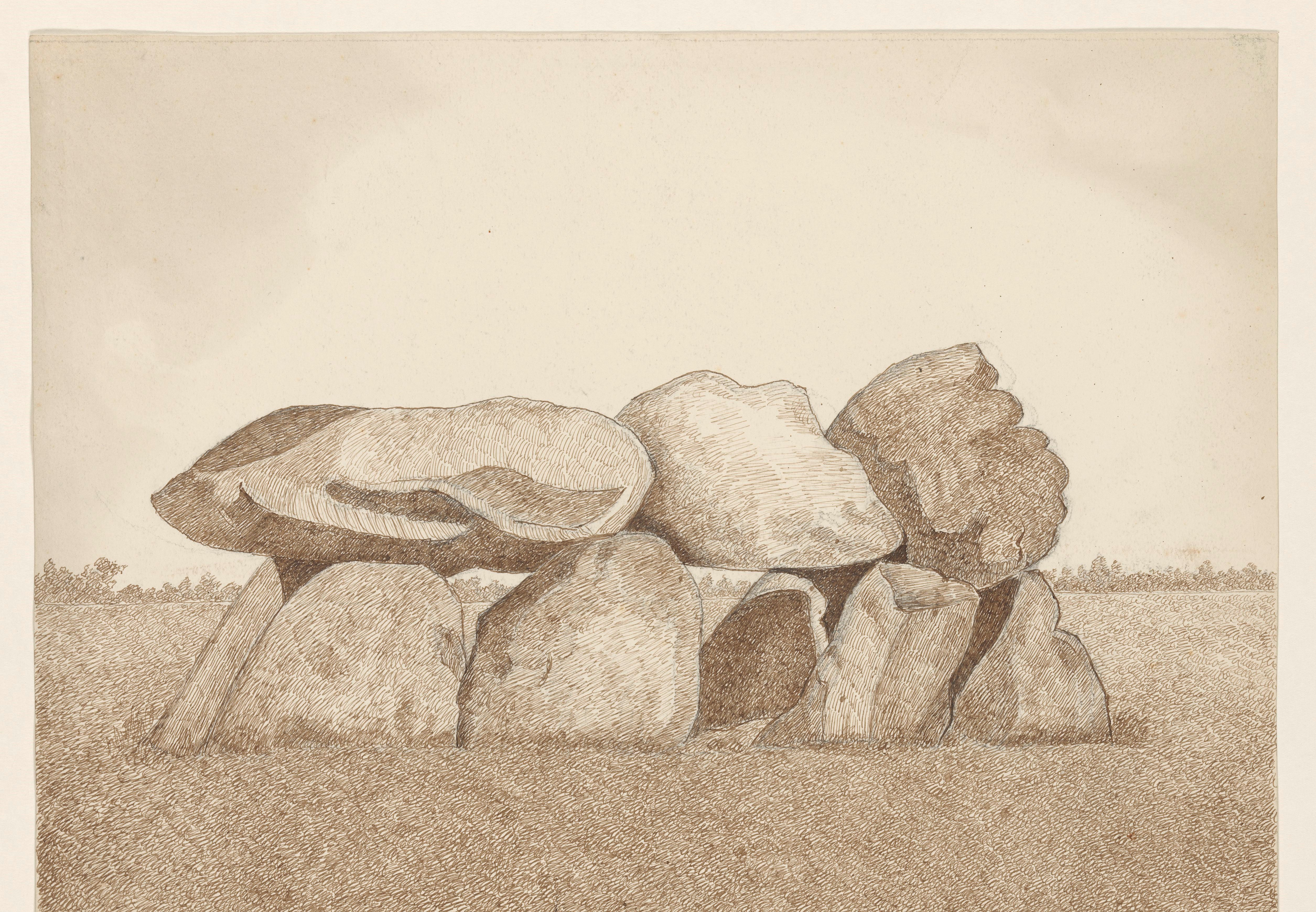
Hunebed bij Tynaarlo

Grab D6 wurde möglicherweise auf einer Karte von 1570 unter dem Namen „Duvels Kutte“ erstmals erwähnt. Die erste sichere Erwähnung erfolgte 1711 durch Ludolf Smids. Aufgrund des guten Erhaltungszustands war es im 18. und 19. Jahrhundert ein beliebtes Motiv für Maler. Leonhardt Johannes Friedrich Janssen, Kurator der Sammlung niederländischer Altertümer im Rijksmuseum van Oudheden in Leiden, besuchte 1847 einen Großteil der noch erhaltenen Großsteingräber der Niederlande, darunter auch das Grab D6, und publizierte im folgenden Jahr das erste Überblickswerk mit Baubeschreibungen und schematischen Plänen der Gräber. Janssens Nachfolger Willem Pleyte unternahm 1874 zusammen mit dem Fotografen Jan Goedeljee eine Reise durch Drenthe und ließ dort erstmals alle Großsteingräber systematisch fotografieren. Auf Grundlage dieser Fotos fertigte er Lithografien an. Conrad Leemans, Direktor des Rijksmuseums, unternahm 1877 unabhängig von Pleyte eine Reise nach Drenthe. Jan Ernst Henric Hooft van Iddekinge, der zuvor schon mit Pleyte dort gewesen war, fertigte für Leemans Pläne der Großsteingräber an. Leemans’ Bericht blieb allerdings unpubliziert. 1878 erfolgte eine Dokumentation durch William Collings Lukis und Henry Dryden, die auf Anregung von Augustus Wollaston Franks die Provinz Drenthe bereisten und dabei sehr genaue Grundriss- und Schnittzeichnungen von 40 Großsteingräbern anfertigten.

### 20. und 21. Jahrhundert
Zwischen 1904 und 1906 dokumentierte der Mediziner und Amateurarchäologe Willem Johannes de Wilde alle noch erhaltenen Großsteingräber der Niederlande durch genaue Pläne, Fotografien und ausführliche Baubeschreibungen. Seine Aufzeichnungen zum Grab D6 sind allerdings verloren gegangen. 1918 dokumentierte Albert Egges van Giffen Grab D6 für seinen Atlas der niederländischen Großsteingräber. 1928 untersuchte er westlich davon zwei Fundstellen, die er für die Überreste von zwei weiteren Großsteingräbern hielt und mit D6e und D6f nummerierte. Nach Jan N. Lanting handelte es sich bei D6f allerdings nicht um ein Grab, sondern nur um Schutt aus der benachbarten Anlage, die er von D6e in D6a umnummerierte. Seit 1993 ist die Anlage D6 ein Nationaldenkmal (Rijksmonument). 2017 wurde Grab D6 zusammen mit den anderen noch erhaltenen Großsteingräbern der Niederlande in einem Projekt der Provinz Drente und der Reichsuniversität Groningen von der Stiftung Gratama mittels Photogrammetrie in einem 3D-Atlas erfasst.

## Beschreibung

### Grab D6
D6 ist eines der am besten erhaltenen Großsteingräber in den Niederlanden. Es handelt sich um ein südost-nordwestlich orientiertes Ganggrab. Die Grabkammer hat eine Länge von 5,5 m und eine Breite von 3,1 m. Sie besitzt drei Wandsteinpaare an den Langseiten, je einen Abschlussstein an den Schmalseiten und drei Decksteine. Zwischen dem von Südosten aus gesehen ersten und zweiten Wandstein der südwestlichen Langseite befindet sich der Zugang zur Kammer. Vorgelagerte Gangsteine konnten nicht festgestellt werden. Eine steinerne Umfassung ist nicht vorhanden.

### Grab D6a
Bei D6a handelte es sich wahrscheinlich um ein ostsüdost-westnordwestlich orientiertes Ganggrab. Die Grabkammer hatte eine Länge von 4,8 m und eine Breite von 2 m. Sie besaß vier Wandsteinpaare an den Langseiten und je einen Abschlussstein an den Schmalseiten. Zwischen den Standlöchern der Wandsteine konnte van Giffen auch sechs Pfostenlöcher und zwischen ihnen verlaufende Bodenverfärbungen feststellen. Vermutlich handelte es sich um eine Pfostenkonstruktion, die mit der Konstruktion des Grabes in Zusammenhang stand.

## Funde

### Grab D6
Grab D6 wurde nie systematisch ergraben. Lukis und Dryden sammelten lediglich einige wenige Scherben aus der Kammer auf.

### Grab D6a

#### Bestattungen
Aus dem Grab stammen geringe Reste von Leichenbrand. Die geborgene Menge betrug nur 19,4 g. Die Knochen gehörten zu zwei Individuen, deren Sterbealter und Geschlecht sich nicht mehr bestimmen ließen.

#### Beigaben
Bei der Untersuchung von D6a traten viele Funde zutage, vor allem Keramik aber auch Feuerstein-Beile, Pfeilspitzen und Bernstein-Perlen der Trichterbecherkultur sowie Scherben eines endneolithischen Glockenbechers.
Im Grab wurden auch geringe Reste von verbrannten Tierknochen gefunden. Die geborgene Menge betrug 1,5 g. Ob es sich um Reste von Werkzeugen oder von Speiseopfern handelte, ließ sich nicht mehr feststellen.